# Delano Las Vegas
Das Delano ist ein Hotel in Paradise im US-Bundesstaat Nevada, das von der MGM Resorts International Gruppe in Zusammenarbeit mit der Morgans Hotel Group betrieben wird. Es liegt am Las Vegas Strip und ist Teil des Mandalay-Bay-Hotels. Bis 2014 trug es den Namen THEhotel. 

## Anlage & Geschichte
Das Gebäude wurde am 17. Dezember 2003 als Erweiterung des Mandalay Bay eröffnet, allerdings von Beginn an als eigenständiges Hotel geführt. Es ist dem Haupthaus optisch sehr ähnlich. Bei Eröffnung trugen die Gebäude sogar einen identischen Schriftzug. Erst 2006 wurde dieser in THEhotel geändert, um die Eigenständigkeit auch äußerlich zu verdeutlichen. 
Das Hotel verfügt über 1117 Gästezimmer, welche allesamt Suiten unterschiedlicher Kategorien sind. Zum Zeitpunkt der Eröffnung bot es die größten Standardsuiten in Las Vegas an. 2012 verkündete MGM die Umbenennung in Delano Las Vegas. Nach Abschluss von Renovierungsarbeiten, die unter anderem alle Gästezimmer betrafen, wurde das Hotel am 2. September 2014 neu eröffnet.
Im obersten Stockwerk befinden sich seit dem 1. Oktober 2015 ein Restaurant mit dem Namen Rivea und der Nachtclub Skyfall Lounge. Das Restaurant wird von Alain Ducasse betrieben.